# 鞍山 (韓國)
鞍山，位於韓國首爾西大門區，高295.5米（969英尺），該處建有一條名為鞍山賈拉克路（안산 자락길）的木製遠足徑，是韓國第一條無障礙的遠足徑。